# اولشنیتسه (ناحیه ریخنوف ناد کنیژنوو)
اولشنیتسه (به چکی: Olešnice) یک منطقهٔ مسکونی در جمهوری چک است که در ناحیه ریخنوف ناد کنیژنوو واقع شده‌است.